# Templetonia drummondii
Templetonia drummondii är en ärtväxtart som beskrevs av George Bentham. Templetonia drummondii ingår i släktet Templetonia och familjen ärtväxter. Inga underarter finns listade i Catalogue of Life.